# Så mycket bättre
Så mycket bättre var ett, under höstarna åren 2010–2024, årligen återkommande underhållningsprogram i TV4 som hade premiär 23 oktober 2010. I programmet medverkade, levde och bodde svenska artister tillsammans på Gotland under åtta sommardagar vilket tittarna sedan fick ta del av genom programmet.
Det svenska programmet Så mycket bättre baserades på det nederländska programmet De beste zangers van Nederland som hade premiär 2009. Det finns fler internationella versioner av programmet utöver Sveriges, som den finska varianten Vain Elämää, den norska Hver gang vi møtes och den danska Toppen af Poppen. Den svenska titeln är hämtad från låten ”Så mycket bättre” av Ted Gärdestad, som även användes som programmets signaturmelodi.
Under de första nio säsongerna hade man sju deltagare per säsong, med varje artist tillägnad en egen dag under vilken de andra artisterna framförde sina egna versioner av huvudpersonens låtar. Inför den tionde säsongen, i samband med programmets 10-årsjubileum, ändrades formatet genom att nästan fördubbla antalet deltagare. Ingen av artisterna hade i denna och efterföljande säsonger längre en egen dag och högst tre av dem var med i samtliga program medan resterande var med i vissa av dem. Artister som varit med tidigare kunde även göra comeback.
Programmet har belönats med Kristallen i kategorierna ”Årets underhållningsprogram” (2011, 2013 och 2014) och "Årets program" (2014). Utöver vinsterna har det även nominerats i kategorierna "Årets underhållningsprogram" (2016, 2017, 2020 och 2021), "Årets program" (2012, 2014, 2016 och 2018) och "Årets TV-personlighet" (2016, för Miriam Bryants medverkan i den sjätte säsongen).

## Säsonger
| - Christer Sandelin - Lasse Berghagen - Lill-Babs - Petter | - Plura Jonsson - September - Thomas Di Leva |

| - E-Type - Eva Dahlgren - Laleh - Lena Philipsson | - Mikael Wiehe - Timbuktu - Tomas Ledin |

| - Darin - Magnus Uggla - Maja Ivarsson - Miss Li | - Olle Ljungström - Pugh Rogefeldt - Sylvia Vrethammar |

| - Agnes Carlsson - Bo Sundström - Ebbot Lundberg - Ken Ring | - Lill Lindfors - Titiyo - Ulf Dageby |

| - Amanda Jenssen - Carola Häggkvist - Familjen - Kajsa Grytt | - Love Antell - Ola Salo - Orup |

| - Andreas Kleerup - Ison & Fille - Jenny Berggren - Lisa Nilsson | - Miriam Bryant - Niklas Strömstedt - Sven-Bertil Taube |

| - Danny Saucedo - Freddie Wadling (tolkad postumt) - Jill Johnson - Lisa Ekdahl | - Little Jinder - Magnus Carlson - Tommy Nilsson |

| - Eric Saade - Icona Pop - Kikki Danielsson - Moneybrother | - Sabina Ddumba - Tomas Andersson Wij - Uno Svenningsson |

| - Albin Lee Meldau - Charlotte Perrelli - Christer Sjögren - Eric Gadd | - Linnea Henriksson - Louise Hoffsten - Stor |

| - Magnus Uggla (8 av 8 program) - Miss Li (8/8) - Petter (8/8) - Orup (4/8) - Timbuktu (4/8) - Titiyo (4/8) - Carola Häggkvist (3/8) | - Danny Saucedo (3/8) - Ebbot Lundberg (3/8) - Niklas Strömstedt (3/8) - Petra Marklund (3/8) - Jill Johnson (2/8) - Little Jinder (2/8) - Magnus Carlson (2/8) |

| - Ana Diaz (8/8) - Markus Krunegård (8/8) - Plura Jonsson (8/8) - Newkid (5/8) - Tommy Körberg (5/8) - Benjamin Ingrosso (4/8) - Jakob Hellman (4/8) | - Silvana Imam (4/8) - Tove Styrke (4/8) - Helen Sjöholm (3/8) - Lili & Susie (3/8) - Loreen (3/8) - Lisa Nilsson (2/8) |

| - Melissa Horn (8/8) - Thomas Stenström (8/8) - Andreas Mattsson (5/8) - Cherrie (5/8) - Casper Janebrink (4/8) - Daniel Adams-Ray (4/8) - Gustaf & Viktor Norén (4/8) | - Maxida Märak (4/8) - Moonica Mac (4/8) - Peter Jöback (4/8) - Harpo (3/8) - Marie Nilsson Lind (2/8) - Siw Malmkvist (2/8) |

| - Anna Ternheim (8/8) - Molly Hammar (8/8) - John Engelbert (5/8) - Maja Francis (5/8) - Måns Zelmerlöw (5/8) - Norlie & KKV (5/8) | - Albin Lee Meldau (4/8) - Daniela Rathana (4/8) - Nordman (4/8) - Olle Jönsson (4/8) - Anne-Lie Rydé (3/8) - Darin (2/8) |

| - Ellen Krauss (8/8) - Mapei (8/8) - Peg Parnevik (8/8) - Jonathan Johansson (5/8) - Pär Wiksten (5/8) - Dogge Doggelito (4/8) | - Eagle-Eye Cherry (4/8) - Lasse Holm (4/8) - Sanne Salomonsen (4/8) - Staffan Hellstrand (4/8) - Marit Bergman (3/8) - Omar Rudberg (3/8) |

| - Dregen (8/8) - Louise Lennartsson (8/8) - Simon Superti (8/8) - Alba August (5/8) - Arja Saijonmaa (5/8) - Kerstin Ljungström (5/8) | - Andreas Lundstedt (4/8) - Peo Thyrén (4/8) - Seinabo Sey (4/8) - Per Persson (3/8) - Sophie Zelmani (3/8) |

## Musikalbum
Efter några av säsongerns har det släppts musikalbum, med coverlåtarna från programmet.
- Så mycket bättre - Musiken från TV-programmet (2010)
- Så mycket bättre - Musiken från TV-programmet (2011)